# Canadian Hockey League
Canadian Hockey League er en fælles betegnelse for de tre største juniorligaer i canadisk ishockey. De tre ligaer er:
- Quebec Major Junior Hockey League (QMJHL) – på fransk Ligue De Hockey Junior Majeur de Québec (LHJMQ) med 18 hold i Quebec, Newfoundland, New Brunswick, Nova Scotia, Prince Edward Island og Maine.

- Ontario Hockey League (OHL) med 20 hold i Ontario, Michigan og Pennsylvania.

- Western Hockey League (WHL) med 22 hold i British Columbia, Alberta, Saskatchewan, Manitoba, Washington og Oregon.

I alt består CHL af 60 hold, heraf ligger de 8 i USA. Spillerne er i aldersgruppen 15-20 år. Hvert hold må maksimalt have 2 spillere i truppen der ikke er enten canadier eller amerikaner. Desuden må de maksimalt have tre spillere i truppen der regnes som 20-årige, kaldet en overager. Holdene fordeler interesserede nordamerikanske spillere imellem sig i en draft, præcis som det kendes fra NHL. Holdene fra hver af de tre ligaer kan i hver sin draft vælge spillere der bor i deres område. En spiller bosat i f.eks. Quebec kan således kun vælges af et hold fra QMJHL. Derudover afholdes der årligt et fælles draft for udenlandske spillere.
Efter sæsonen mødes de tre ligavindere samt et værtshold i en turnering hvor der spilles om Memorial Cup der er at regne som CHL-mesterskabet.

## Danske spillere
Indenfor de seneste år har en del danske spillere spillet i CHL:
- Sebastian Dahm – Belleville Bulls, Sarnia Sting, Sudbury Wolves og Niagara IceDogs (OHL) (2005-08)
- Jannik Hansen – Portland Winterhawks (WHL) (2005-06)
- Morten Madsen – Victoriaville Tigres (QMJHL) (2006-07)
- Christian Seest Olsen – Erie Otters (OHL) (2006-07)
- Kirill Starkov – Red Deer Rebels (WHL) (2006-07)
- Mikkel Bødker – Kitchener Rangers (OHL) (2007-08)
- Simon Grønvaldt – Kitchener Rangers (OHL) (2008- )
- Nicklas D. Jensen – Oshawa Generals (OHL) (2010- )